# San Juan del Monte
San Juan del Monte ist eine Gemeinde (municipio) mit 154 Einwohnern (Stand: 2024) in der spanischen Provinz Burgos in der Autonomen Region Kastilien-León.

## Lage
San Juan del Monte liegt – eine große Ausnahme in der Region – auf dem südlichen Ufer des Río Arandilla in einer Höhe von etwa 840 Metern ü. d. M. Der nächstgrößere Ort, Aranda de Duero, ist etwa 16 Kilometer (Fahrtstrecke) in westlicher Richtung entfernt. Bis nach Peñaranda de Duero sind es fünf Kilometer in östlicher Richtung. Sehenswert ist auch der unter Denkmalschutz stehende Ort Coruña del Conde (17 Kilometer nordöstlich).

## Bevölkerungsentwicklung
| Jahr      | 1991 | 2004 | 2012 |
| Einwohner | 186  | 167  | 156  |

Im 19. Jahrhundert hatte San Juan del Monte stets um die 300 bis 350 Einwohner. Infolge der Mechanisierung der Landwirtschaft und des daraus resultierenden geringeren Arbeitskräftebedarfs ist die Zahl der Einwohner seit der Mitte des 20. Jahrhunderts rückläufig.

## Wirtschaft
Der kleine Ort war und ist in hohem Maße von der Landwirtschaft geprägt; angebaut werden vorwiegend Weizen und Gerste. San Juan del Monte gehört zum Weinbaugebiet Ribera del Duero. Seit der Mitte des 20. Jahrhunderts ist der Tourismus (Ferienwohnungen) eine wichtige Einnahmequelle der Gemeinde.

## Geschichte
Zur Geschichte des Ortes liegen kaum Informationen vor – wahrscheinlich gehörte er zu den Orten entlang der ehemaligen Grenze zwischen christlicher und muslimischer Einflusssphäre, die im 10., 11. und 12. Jahrhundert von christlichen Zuwanderern sowohl aus dem Norden als auch aus dem Süden Spaniens wiederbesiedelt (repoblación) oder neugegründet wurden.

## Sehenswürdigkeiten
- Die Pfarrkirche San Juan Bautista mit ihrem für die Region typischen Südportal stammt aus dem 16. Jahrhundert. Ein Altarretabel aus dem 17. Jahrhundert schmückt das Innere der Kirche.
- Im ausgehenden Mittelalter gerieten San Juan und seine Nachbardörfer in immer stärkere juristische Abhängigkeit von Peñaranda de Duero, aus welcher man sich im Jahre 1780 gegen Zahlung einer für die armen Landgemeinden enorm hohen Geldsumme von 2530 Dukaten loskaufte. Als Symbol der rechtlichen und verwaltungsmäßigen Unabhängigkeit wurde in San Juan del Monte eine Gerichtssäule (rollo) errichtet.
- Die im 18. Jahrhundert erbaute Einsiedlerkirche (Ermita de Nuestra Señora de la Vega) steht etwas außerhalb des Ortes. Ein doppelgeschossiger Glockengiebel (espadaña) überragt die schmucklose Westfassade. In ihrer Nähe wurden römische Fundamentreste entdeckt.